# 28 août 1977
Le dimanche 28 août 1977 est le 240e jour de l'année 1977.

## Naissances
- Alexeï Dymovski, officier de police russe
- Christelle Cornil, actrice belge
- Daniel Andersson, footballeur suédois
- Dema Kovalenko, joueur de football ukrainien
- Juan García Lorenzana, handballeur espagnol
- Lantame Ouadja, joueur de football togolais
- María del Mar García Puig, femme politique espagnole
- Shinji Jojo, joueur de football japonais

## Décès
- Mike Parkes (né le 24 septembre 1931), ingénieur et pilote automobile britannique
- Peter Altmeier (né le 12 août 1899), personnalité politique allemande

## Événements
- Fin des championnats du monde d'aviron 1977
- Grand Prix automobile des Pays-Bas 1977
- Arrivée du Rallye de Finlande